# Бак (река)
Бак (англ. Back River) — река на северо-западе Канады в Нунавуте и Северо-Западных территориях.

## География
Берёт своё начало в безымянном озере севернее Большого Невольничьего озера в Северо-Западных территориях. Течёт в северо-восточном направлении. Длина составляет около 974 км, а площадь бассейна равна 106 500 км².
Река Бак берёт начало в безымянном озере на высоте 382 метра, течёт на запад в озеро Сассекс (Sussex Lake), затем на север в озеро Мускокс (Muskox Lake), на границе между Северо-Западными территориями и областью Кивалик в Нунавуте, где принимает левый приток Айси (Icy River). Пройдя через стремнины Мускокс-Рапидс, принимает левый приток Контуойто и пробивается на восток через хребет Хейвуд. Далее течёт через стремнины Малли-Рапидс (Malley Rapids), принимает левый приток Сиорак (Siorak River) и впадает в длинное озёрное расширение Бичи-Лейк (Beechey Lake) в юго-восточном направлении, затем поворачивает на восток, принимает правый приток Бейли (Baillie River), а слева — Уоррен, снова справа — Джервойс (Jervoise River), проходит через стремнины Хоук-Рапидс, принимает правые притоки МакКинли (McKinley River) и Консул (Consul River). Между Бейли и Консул река Бак формирует северную границу заповедника Телон (Thelon Wildlife Sanctuary). Далее река поворачивает на северо-восток, принимает левый приток Баллен (Bullen River) и впадает в озеро Пелли на высоте 155 метров. Затем река течёт на восток через череду озёр: Аппер-Гарри, где река принимает правый приток Морс (Morse River), Гарри, Лоуэр-Гарри (Lower Garry Lake), Балиард (Buliard Lake); Аппер-Макдоугал (Upper MacDougall Lake), Лоуэр-Макдоугал (Lower MacDougall Lake).
Река Бак убыстряется в стремнинах Рок-Рапидс (Rock Rapids), Синклер-Фолз (Sinclair Falls), Эскейп-Рапидс (Escape Rapids), Сэндхилл-Рапидс (Sandhill Rapids) и Вулф-Рапидс (Wolf Rapids), и принимает правый приток Медоубэнк (Meadowbank River). Далее река огибает гору Медоубэнк, принимает правый приток Герман (Hermann River) и левый Монтресор (Montresor River), минует МакКей-Пик (McKay Peak), проходит через стремнину Вирпул-Рапидс (Whirlpool Rapids) и впадает в озеро Франклин. Продолжается на северо-восток, принимает правый приток Мистейк (Mistake River), на территории региона Китикмеот принимает правый приток Хейс и достигает устья в бухте Кокбурн (Cockburn Bay) залива Чантри Северного Ледовитого океана. Средний расход воды составляет 612 м³/сек.

## Фауна
Среднее течение реки Бак, включающее как озеро Гарри, как и соседнее озеро Пелли, является местом гнездовья канадской казарки (канадского гуся) — примерно 21 тысяча этих птиц прилетает сюда в середине июня и улетает на зимовку в конце августа. Помимо канадской казарки на озере гнездится также примерно 5 тысяч белых гусей.
Река названа в честь Джорджа Бака, первым исследовавшего реку в 1834 году. Вторым здесь побывал Джеймс Андерсон из Компании Гудзонова залива в 1856 году. На языке догриб название реки звучит как Thlew-ee-choh, что в переводе означает «большая рыбная река».